# Гафарзаде, Абдулхалиг
Мирза Абдулхалиг Гафарзаде (азерб. Mirzə Əbdülxalıq Qafarzadə; 6 июня 1855, Баку, Бакинский уезд, Бакинская губерния, Российская империя — 1931, Баку, Азербайджанская ССР, СССР) — азербайджанский поэт XIX—XX веков, член литературного общества «Маджмауш-шуара».

## Биография

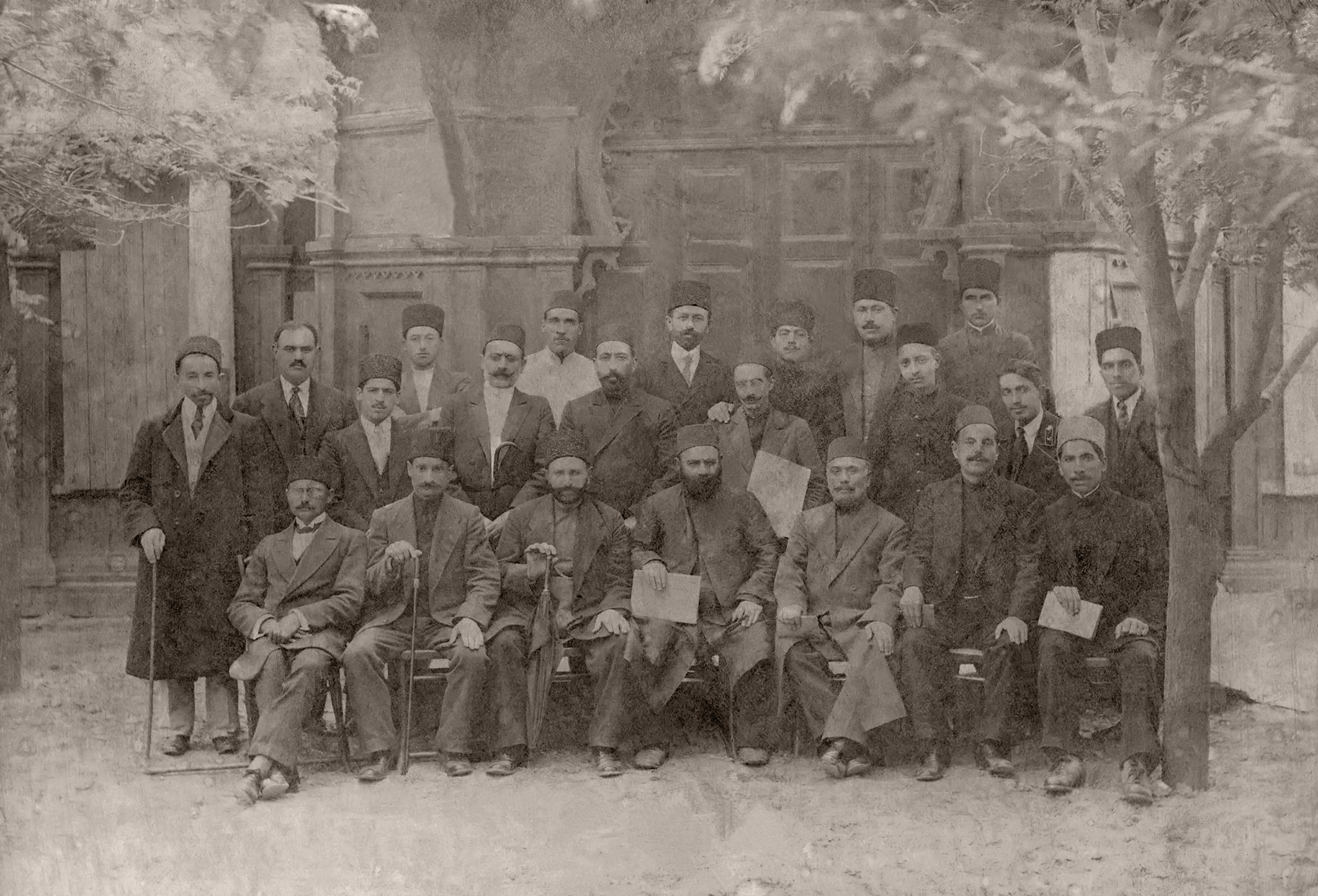
Учителя и поэты Баку, 1916 год. Слева направо, первый ряд: Мирбадреддин Сеидзаде, Мирабдулвахаб Сеид Заргяр, Микаил Сейди, Абдулхалиг Джаннати, Агададаш Мюнири, Неймат Хаджиев; второй и третий ряд: Хаджи Селим Гасымзаде, Хусейнгулу Тюлуи, Мирмахмуд Алескерли, Агададаш Алекберов, Хусейнгулу Саджид, Нусрет Ардебили, Мирзабала Гардаш, Мирза Халил Джанибеков, Алиаббас Мюзниб, Алиага Вахид, Абдуррахман Асим, Эмин Абид Гюльтекин, Султан Гюльшени, Ханафи Зейналлы, Алисаттар Ибрагимов.

Абдулхалиг Гафарзаде родился в Баку в 1855 году в семье каменотеса. Дед поэта когда-то был отвечающим за охоту при бакинском хане, а отец работал в каменоломне. Абдулхалиг проучился в медресе всего два-три года. Нужда не позволяла ему заниматься самостоятельно.  Абдулхалиг, бросивший школу, учился у разных мастеров искусств. Поначалу юный Абдулхалиг, встретив любителя поэзии в ломбарде, просит отца, чтобы чаще ходить туда, слушает разговоры поэтов, страсть к поэзии и искусству приводит его на собрания поэтов, таким образом он становится одним из активных членов литературного общества «Маджмауш-шуара». Поэт скончался в Баку в 1931 году в возрасте 76 лет.

## Творчество
Абдулхалиг начал своё творчество в возрасте 18 лет. Поэт, все свободное время посвящающий чтению, глубоко познакомился с правилами классической поэзии через произведения Фирдоуси, Низами, Джалаладдина Руми, Джами, Саади, Хайяма, Физули и других поэтов Востока. Он также выучил персидский язык, читая, и даже написал много газелей на нём. Он писал свои газели под псевдонимами Джаннати, Васифи, Аттар и Дашкесан оглы, а иногда писал свои серьезные стихи против общественного строя своего времени, отдельных высокопоставленных чиновников и религиозных деятелей, с тайной подписью. К произведениям поэта относятся также поэмы «Qız qalası» («Девичья башня»), «Qılınc və qələm» («Меч и перо»), басни «Bülbül» («Соловей»), «Kəhər at» («Гнедая лошадь») и другие. В первые годы своего творчества поэт, писавший любовные газели и марсия, постепенно отошел от старой, схоластической литературы, написал стихи против гнета и произвола, стал прославлять идеи просвещения, науки и культуры, свободы. Он верил, что люди однажды обретут настоящую свободу, которую они лелеяли в своем сердце многие века и ради которой жертвовали своими жизнями, время и природа дадут свой вердикт. В одном из своих стихотворений он призвал все народы объединиться в борьбе за свободу. Джаннати, видевший ужасы Первой мировой войны, писал, что «невеста войны» продавала по тысяче кокетств в день и вырезала людей. Жаль, что люди до сих пор не знают себе цену. Ни Платон, ни Гален ещё не знали силы человека. Однако ревнители, имеющие в руках «фонарь» вроде солнца, ищут цикл и возможность победить в борьбе с этим законом природы.
В своих стихах антивоенный поэт призывал глав государств к миру и спокойствию. Постоянные войны в мире, кровавые бойни, досаждающие людям, были среди вопросов, которые всегда заставляли поэта задуматься. Он протестует против невинной крови молодежи в своей антивоенном стихотворении с редифом «Bax» («Смотри»). Поэт, который не может оставаться равнодушным к стенаниям вдов, мужья которых погибли на полях сражений, называет виновников войны безжалостными, кровожадными, бесстыдными и верит, что однажды эти злодеи и сами утонут в море крови. Джаннати также придавал большое значение вопросу разоружения. Поэт говорит об этой теме в одном стихотворении и показывает, что если во всем мире будет мир, лояльность и доверие между людьми возрастут. Он призывал все народы объединиться и бороться против войны. Хотя поэт выступал против угнетающего мира и рабства, его общественно-политическое мировоззрение отставало от требований времени. Он не мог видеть мощь и силу рабочего класса на переднем крае борьбы. Поэтому борьба рабочего класса не могла найти отражения в его стихах. Патриотизм – один из мотивов, занимающих важное место в творчестве Джаннати. В своих стихах он называл бесчестными тех, кто продал родину, и тех, кто продал честь. Поэт писал, что люди с честью не продают земли своих предков. Придет день, когда разгневаются те, кто презирает Родину мать. Когда Джаннати, считающий каждую пядь земли страны честью и достоинством гражданина, говорил, что «продающий землю, продает свою гордость и честь», он имел в виду местное самоуправление, давшее возможность иностранным капиталистам господствовать страной и владеть природными ресурсами.
Хотя Джаннати не отдалялся от религии, под влиянием демократической прессы, особенно журнала «Молла Насреддин», он написал много стихов, разоблачающих религиозных деятелей. Поэт, предпочитающий всем благам с трудом заработанные соль и хлеб, показывал, что те, кто мало трудятся и живут в достатке, не знают удовольствия от этого. В одной из своих газелей, которую он написал под псевдонимом Дашйонан оглы, он отдал дань честному трудолюбию. Поэт, интересующийся важными социальными проблемами своего времени, неравнодушен к вопросам женской свободы и прав женщин, он считал их свободными и равноправными членами общества. В своем стихотворении «Sual-cavab»(«Вопрос-ответ») он критиковал людей, которые говорили, что женщина может работать только в саду, и хотел видеть женщин в государственных делах и на трудовом фронте. Он также открывал вопрос о правах женщин и их образовании. В стихотворении «Dəmir və tərrəqi» («Железо и прогресс»), в котором рассказывается о развитии науки и техники в годы советской власти, её роли в экономике и быту, поэт предвидел, что наука в будущем создаст великие изобретения. Ещё в 1930 году он верил, что человек покорит космос и будет летать на другие планеты.
На творчестве поэта также повлиял Физули. Стиль выражения, преувеличение, сарказм и другие художественные черты показывают, что Джаннати очень любил Физули и в совершенстве изучил его. Джаннати имеет множество обетов и тахми к газелям Физули, Хафиза, Наби и других поэтов. Как видно из его газелей, поэт был прекрасно знаком с этим видом поэзии во всех её тонкостях. Джаннати — один из последних представителей нашей азербайджанской классической поэзии, особенно литературной школы Физули. Поэт выступал с хвалебными стихами в газетах и журналах типа «Такамуль», «Игбал», «Хайят», «Фююзат», «Тути», «Бабаи-Эмир», «Иршад», а в советский период, в сборник «Образование и культура».